# Херсонка (Новосибірська область)
Херсонка (рос. Херсонка) — присілок у Убінському районі Новосибірської області Російської Федерації.
Входить до складу муніципального утворення Раісінська сільрада. Населення становить 114 осіб (2010).

## Історія
Згідно із законом від 2 червня 2004 року органом місцевого самоврядування є Раісінська сільрада.

## Населення
| 2002 | 2007 | 2010 |
| ---- | ---- | ---- |
| 135  | ↗144 | ↘114 |